# Carme Solé i Vendrell
Pour les articles homonymes, voir Solé et Vendrell (homonymie).
Carme Solé i Vendrell, née le 1er août 1944 à Barcelone, est une dessinatrice et illustratrice espagnole, spécialiste de la littérature de jeunesse.

## Biographie
Elle étudie à l'École Massana. Elle publie son premier ouvrage en 1968.
Durant sa carrière, elle édite plus de 700 titres d'albums et de livres pour la jeunesse.
Elle collabore notamment aux revues pour les enfants comme Pomme d'Api.
Elle donne des cours à Barcelone, à Mexico, à Rio de Janeiro, à Taïwan et à New York.
En 2004, la Mairie de Barcelone lui commande le mural Ibtihal, à l'occasion du Forum des Cultures 2004.
Entre 2012 et 2015, elle dépose son fonds de 400 dessins à la Bibliothèque de Catalogne.
Elle reçoit en 2006 la Croix de Saint-Georges pour l'ensemble de son œuvre.